# Itikad Khan
Muhammad Murad, conegut com a Itikad Khan, fou un mogol d'origen caixmirí. Va servir sota l'emperador Bahadur Shah I (1707-1712) amb rang de mansab de 1000 i títol de Walakat Khan. Quan Farrukhsiyar, al pujar al tron, el va posar a la llista de persones a executar però per intercessió dels germans Sayyids no sols es va salvar sinó que va rebre càrrecs importants i el títol de Murad Khan; va espirar a la noblesa dirigent i es va guanyar la confiança de l'emperador que el va ascendir en el seu rang i li va donar el títol de Rukn al-Dawla Khan Bahadur Farrukhshahi. Va participar en la conspiració per derrocar a Farrukhsiyar i va ocasionar un conflicte d'aquest amb els germans Sayyids que finalment van cegar i assassinar l'emperador (1719). Després d'això, els seus béns foren confiscats i fou destituït i empresonat; al cap d'un temps fou alliberat i els seus béns restituïts i va recuperar el seu rang. Va morir en data desconeguda en temps de Muhammad Shah de Delhi (1719-1748).